# 田志希
田 志希（チョン・ジヒ、朝: 전지희、英: Jeon Ji-hee、1992年10月28日 - ）は、韓国の女子卓球選手。満洲族。Tリーグは日本生命レッドエルフ所属。

## 経歴
中国の河北省廊坊市出身で、キム・ヒョンソク監督に見出されて渡韓し、2011年に韓国国籍を取得。帰化選手規定で2014年に韓国代表入りした。
- 2016年のリオデジャネイロオリンピックに出場した[6]（シングルス4回戦敗退・団体準々決勝敗退）。

- 2017年のユニバーシアード競技大会(開催地:チャイニーズタイペイ)で、シングル、団体戦、ミックスダブルスいずれも優勝し三冠達成。

- 2018年の世界卓球では韓国・合同チーム「コリア」代表として出場。準決勝では 日本代表の伊藤美誠に敗れるも[7]、銅メダル獲得[8]。

- 2018年からＴリーグ「トップおとめピンポンズ名古屋」でプレー。

- 2019年8月にＴリーグ「日本生命レッドエルフ」に移籍。平野美宇とはチームメイト。

- 2019年10月のITTFドイツオープンではヤン・ハウン(梁夏銀)と組んだ女子ダブルスで、日本の木原美悠・長﨑美柚ペアをゲームカウント３ー１で下して優勝。

- 2019年11月、チームワールドカップ(日本)の準決勝で日本代表と当たり第１試合のダブルス戦をシン・ユビンとのペアで臨み、平野・石川組に勝利。第３試合のシングルス戦で平野美宇にゲームカウント３ー０で敗北。

- 2019年11月、T2ダイヤモンド(シンガポール)の第１回戦、平野美宇と対戦しゲームカウント４ー３にてシングルス戦で初めて平野に勝利。準々決勝で世界ランク１位の中国・陳夢との激闘を制しゲームカウント４ー３にてベスト４。

- 2021年9月、日本生命レッドエルフの選手登録を抹消された[9]。